# Família Ochando
La família Ochando (o bé Otxando, i popularment germans Ochando) és una nissaga d'escultors i fusters d'Almassora (Plana Alta), que es troba documentada al llarg del segle xviii, una part de l'obra dels quals encara es conserva actualment i en part és coneguda per notícies documentals. No es pot assegurar que aquesta família fos originària del poble d'Almassora, ja que hi ha documentació que en situa l'origen a la Sénia (Montsià, al sud de Catalunya), i alguns investigadors els ubiquen en Aragó. Tanmateix, els membres de la nissaga són coneguts a l'època com "els Otxando d'Almassora", fet que fa suposar que si més no una part d'ells vivien i treballaven en aquella població valenciana.

## Nissaga dels Otxando
La nissaga dels Otxando es troba documentada a l'època en diferents arxius. El primer Otxando documentat és Josep Ochando, si bé aquest nom apareix diverses vegades entre les darreries del segle xvii i les darreries del segle xviii, de manera que es fa evident que es tracta de diverses persones pertanyents a diverses generacions. Concretament, l'any 1695 apareix un Josep Ochando fent una trona per a l'església de l'Hospital de Vila-real; posteriorment, i ha altres referències a persones del mateix nom a diversos llocs i dates, fins que el 1792 un altre Josep Ochando treballa a Vinaròs.
El 1725 un Josep Ochando escultor, es troba a Almassora fent de testimoni en una escriptura realitzada a la sagristia de l'església. D'altra banda, un Josep Ochando Navarro està treballant a L'Alcora el 1727 realitzant el retaule de Sant Joaquim per a la parròquia.
Sembla que en aquest moment és quan se li va oferir treballar a la fàbrica de ceràmica que acabava de fundar el comte d'Aranda. La fàbrica estava en eixe moment creant el repertori de dibuixos per a les seues peces i el "maestro Josep Ochando" va ser contractat com a dibuixant i mestre de talla, i amb els anys va acabar sent el responsable de l'Acadèmia de Pintors creada a la fàbrica. El repertori de dibuixos eren creats moltes voltes per artistes estrangers, però Josep Ochando va haver d'incorporar a la fàbrica un considerable conjunt de motius utilitzats als retaules valencians de l'època. Josep Ochando es troba documentat, a L'Alcora, a sou de la fàbrica de ceràmica del comte d'Aranda, amb intermitències des de 1727 fins a 1763.
Entre 1722 i 1731, un Josep Ochando es trobava treballant a Montanejos i diverses vegades a Vinaròs. I des de 1734, la família estava a Morella realitzant el retaule de la Trinitat, on és documentat que "lo labraron los Ochando de Almazora". L'obra de remodelació de la capella de la Santíssima Trinitat i Sant Antoni, de l'Arxiprestal de Santa Maria de Morella degué ser molt important per als morellans, que van contractar el 26 d'agost de 1734 a Josep Ochando. L'escultor es comprometia a realitzar també "los retablos colaterales a dicha capilla, marcos, sacra, lavabo, evangelio i candeleros de escultura del mayor primor (...) por mil cent lliures".
Per antigues fotografies de l'escala del cor, on es pot veure aquest retaule en segon terme, s'aprecia la seua composició, amb columnes que s'interrompen per alçar àngels que, a manera d'atlants, sostenen els capitells. L'historiador local E. Beltrán Manrique, posa en boca d'un altre historiador (que no cita) el següent sobre aquest retaule: "La multitud de imágenes están acabadas, pero así como un siglo antes se les daba poca vida, Ochando les da una actividad demasiado animada, como si las pasiones estuvieran exaltadas. Sin embargo, no desdicen de la santidad de las personas que representan, las columnas alabastradas hasta la mitad del fuste se truncan para servir de pedestal a un ángel, que con el dedo sostiene un capitel corintio con sus volutas y ábacos; estas irregularidades manifiestan más ingenio que juicio".
El 1735 van contractar Josep Ochando per dissenyar el retaule de la capella de les Ànimes de l'església de l'Assumpció d'Albocàsser, si bé la talla fou executada per Lluís Ochando. Temps després, aquest es troba esculpint retaules a Castellote el 1741, i a Valdalgorfa, entre 1749 i 1760, tots dos pobles del Baix Aragó.
Aquest Josep Otxando, pel que fa a dades personals, es casà amb Josefa Maria Aicart i batejà una filla el 1736 a Morella. Morí el 1773.
Ara bé, apareixen altres persones anomenades Josep Otxando que viuen a La Sénia, el primer dels quals està documentat des de 1721, treballant i vivint al mateix poble. El 1735 treballava al retaule de la capella de la Comunió a l'església de Santa Maria Magdalena de Vilafranca. El 1762, a la parròquia de Tírig, un Josep Otxando "de la Cenia", feu el retaule major, i estava emparentat segurament amb l'anterior. Un altre Josep Otxando, que apareix amb el títol de "pintor de alfar", estava aveïnat a Toledo els anys 1784 i 1785. I finalment cal dir que el gremi de llauradors de Vinaròs encarregà a un Josep Otxando la decoració i revestiment, amb talla d'algeps, de la capella del Santíssim Salvador de l'església de l'Assumpció, la qual fou daurada poc després pel daurador valencià Manuel Latorre.

## La família Ochando a Almassora
Pel que fa als Otxando relacionats amb Almassora, hi ha constància de Lluís, Manel i Joan Otxando, que hi viuen al llarg del segle xviii. Estaven emparentats amb aquell Josep Otxando que vivia a Almassora i que treballava a L'Alcora. La hipòtesi que es pot fer és que, per dates de construcció de la Nativitat, tindrien un obrador o taller a Almassora, on a més vivien, i d'ell va eixir el retaule de la Nativitat i, com conjecturen, possiblement amb encert, F.Agut i J.Sorribes, també el de l'ermita de Santa Quitèria.
Hipòtesis a banda, queda provat que Lluís Otxando el 1722 se'l cita com "Luis Ochando de Almazora" i, junt amb altres dos artistes, "todos tres escultores, los más visibles de estas tierras". Lluís estava casat amb Pasquala Navarro i el 1728 treballava a l'ermita de l'Avellà, a Catí, on va obrar el sagrari i el menut retaule del transagrari o cambril, avui desapareguts i que només es coneixen per fotografies antigues. El mateix Lluís Otxando feu el retaule del transagrari del convent de les monges agustines de Sant Mateu, l'any 1731. Entre el 1735 i el 1737, tallà el retaule de les Ànimes de la parroquial d'Albocàsser, dissenyat per Josep Otxando. El 1737 intervingué, junt a Manuel Otxando, en el retaule major de la parròquia de Betxí.
D'aquest Manuel Otxando està documentat que el 1742 treballà a l'ermita de la Mare de Déu de Gràcia, a Vila-real, realitzant els altars de la Visitació de la Mare de Déu i el de Sant Antoni Abat. També es coneix que el 1756 treballà al retaule major de l'església de la Puríssima de La Salzadella per 1.000 lliures. El 1760, es trobava a Almassora, vidu d'Àngela Ferré. Eixe mateix any, "Manuel Hochando Mayor", tal com apareix escrit al document, treballa a Eslida al retaule de la Mare de Déu dels Dolors i a la capella de la Comunió, junt a "Manuel Hochando Menor", "Raymundo Hochando" i "Bernardo Hochando". El 1766 Manel Otxando tallà el retaule de la Mare de Déu del Roser per a la parròquia de Tírig, daurat anys després per Josep Fabregat. Entre 1773 i 1780, tallà el retaule de l'ermita de Sant Antoni de Betxí, i el retaule del Dolç Nom de Jesús per la parròquia del mateix poble. El 1789 hi ha documentat un Manel Otxando "escultor de Almazora", a Vila-real, fent el retaule de la Mare de Déu dels Dolors del convent carmelita.
De Joan Otxando, se sap que treballava el 1702 a l'Hospital de Vila-real, i que el 1734, apareixent a la documentació com a "escultor", llaurà una imatge de Sant Josep encarregada pel gremi de llauradors de Castelló.
A banda d'aquests Otxandos, hi ha una altra branca amb aquest cognom, de ben segur emparentats i, probablement, fills dels anteriors, amb Bernat, Ramon, Raimon, Domènec i dos Manels. Un d'aquests últims, anomenat "menor", és el que treballava a Eslida el 1760, i l'altre, que vivia a València, es casà amb Vicenta Martínes i tingué un fill, nascut el 1769.
Bernat Otxando treballava el 1760 al retaule de la Mare de Déu dels Dolors d'Eslida amb els dos Manel "mayor" i "menor", i també en "Raimundo". El 1783 estava a l'església de Sant Mateu, fent els capitells de la capella de Sant Clement.
Ramon Otxando és documentat a Castelló el 1768 com "escultor de Almazora", per unes dietes per anar a la rematada de la subhasta del retaule de la capella de la Comunió de Santa Maria; i el 1777, a l'adjudicació d'un nou retaule per a l'eremitori del Lledó d'Algars (Matarranya).
Domènec Otxando, el 1788, estava aveïnat a València, on el seu nebot, Miquel Jeroni Ochando Martínez, treballava amb ell, per aprendre l'ofici. Miquel Jeroni ingressà, deu anys després, al gremi de fusters de València.
Pel que fa a Antoni Otxando, a la documentació n'hi apareixen dos, segurament emparentats. Un treballava a la parròquia de Catí, i un altre desenvolupa tota la seua tasca artística a terres de Tarragona, aveïnant-se a Constantí, on estigué treballant entre 1747 i 1800 a l'altar major, i també al del Roser de Riudecols, a Cornudella, a Juneda fent sis retaules, i a Riudecanyes amb el retaule del Roser. Antoni Otxando morí cap a l'any 1800.
En resum, es pot dir que hi ha un gran desconeixement la vida i l'obra d'aquestos artistes. Llevat de tot el que s'ha exposat ací, el que es pot saber amb certesa dels Otxando no passa de línies generals i dades curtes, de vegades provisionals, fent complicat un estudi de les particularitats del seu estil artístic i de les relacions de parentiu entre els diferents personatges de l'obrador o diversos obradors dels Otxando que treballaven arreu de les comarques del nord del Regne de València i del sud de Catalunya al llarg del segle xviii. Tot açò fa necessari que l'estudi de la família Otxando resti obert a les noves aportacions per part d'investigadors interessats, si és que tenen accés a documents fins ara desconeguts.

## Obra
L'obra que van realitzar els Otxando s'enquadra dins del barroc, però la destrucció i desaparició de la major part fa que el conjunt no es pugui estudiar de forma eficaç. Algunes produccions se coneixen per fotografies antigues i unes altres per descripcions i dibuixos fets al segle xix.
Als Germans Otxando, en general, se'ls ha atribuït diversos altres retaules d'altars majors, com els de les esglésies d'Atzeneta, Almassora, Castellfort, Castell de Cabres, Cervera, Ortells, Portell de Morella, Traiguera, de "madera dorada i estilo churrigueresco", el de la Mare de Déu de Gràcia de Vila-real; altars de capelles i el retaule major de "estilo salomónico" de l'església d'Artana, l'altar del Roser de l'església de Cinctorres, l'escultura i el retaule d'alguna de les capelles de l'església de Xert, l'altar major i altres treballs de talla de l'església de Llucena i l'ornamentació de l'interior, "de ligera talla churrigueresca", i la portada de l'església d'Onda. Se sap també per documentació que ha subsistit fins als nostres dies que dels seus obradors van eixir treballs per Albocàsser, L'Alcora, Betxí, Castelló, Catí, Eslida, Montanejos, Morella, Nules, La Salzadella, Sant Mateu, La Sénia, Tírig, Vilafranca, Vinaròs, etc. La qual cosa dona una idea de la importància del seu treball i de com foren de coneguts en la seua època.

### La Mare de Déu de Gràcia
El 1873 B. Mundina Milallave escriu, referint-se a la Mare de Déu de Gràcia: "El altar Mayor es de estilo churrigueresco y su talla es obra de los hermanos Ochando de Almazora".
I C. Sarthou Carreres, l'any 1913, a la "Geografía General del Reino de Valencia" remarca parlant d'aquesta ermita: "La iglesia del santuario es de una nave corintia recientemente dorada y estucada, con coro alto y cinco altares. El principal de ellos, construído en 1633, es obra de los Hermanos Ochando de Almazora y su dorado retablo tiene algunas buenas pinturas".
Els retaules majors de les esglésies de Nules, Traiguera, Betxí i altres exemples, ara tots destruïts, donen idea de l'estil de la família. S'hi podia observar columnes de fust lliç o estriat revestit amb garlandes helicoidals, i altres elements decoratius, els quals imiten el model que apareix, també, als retaules tardans de Churriguera i sobretot a l'arquitectura efímera barroca.

### L'església de Sant Bertomeu d'Atzeneta
Encara es conserva el retaule de l'església de Sant Bertomeu d'Atzeneta. L'altar major el constitueix un retaule, de planta amb vuit cares, conformant una exedra al presbiteri. Compta amb columnes salomòniques, àtic amb nínxol, i tot ell té abundància i minuciositat de detalls amb motius vegetals i animals, figures de sants i àngels, etc.

### L'església d'Onda
Altre monument llaurat pels Otxando que encara podem veure és la portada de l'església d'Onda, dedicada a l'Assumpció. Aquesta està constituïda per dos cossos. El de davall, és integrat per columnes estriades amb capitell corinti sobre pedestals prismàtics; flanquejant el va d'accés, apareix un entaulament trencat i esglaonat, decorat amb mènsules. El segon cos, el superior, té un nínxol amb columnes salomòniques per a la Mare de Déu, també atribuïda als Otxando. Aquesta imatge va desaparèixer el 1936 i actualment n'hi ha una altra de factura actual.

### L'església de la Nativitat d'Almassora
A Almassora els Otxando hi van deixar part de la seva obra. El retaule de l'església de la Nativitat, "de estructura colosal y dinámico diseño", va eixir del seu obrador. Se'n conserven algunes fotografies de principis del segle xx, abans de la seva destrucció el 1936, i algunes descripcions i valoracions, com la que fa Mundina el 1874: "... su altar mayor es de madera sin pintar, pudiendo apreciarse con exactitud todos sus ricos detalles; es una preciosa obra del estilo salomónico, ejecutada por los Ochando, hijos de la misma población; la parte de talla es tan ligera y está ejecutada con tal maestría y delicadeza, que parece haya de ser movida por la más suave ráfaga de viento...".

## Llegat de la família Ochando a Almassora
L'escola CEIP Germans Ochando porta el nom d'aquesta prolífica família d'artistes. Els alumnes del tercer cicle d'ensenyament primari, amb motiu del 25è aniversari de l'escola, van fer un treball de recerca sobre qui eren i on i com vivien, i, sobretot, què havien fet els Otxando. La conclusió fou que els anomenats "germans Ochando" eren unes persones populars en el seu temps, i uns autèntics artistes molt coneguts per tot arreu. L'aportació de l'historiador local Primitiu García i Pascual, anomenat "Pivo", es considera fonamental per a aquest treball escolar.